# Krasnal ogrodowy

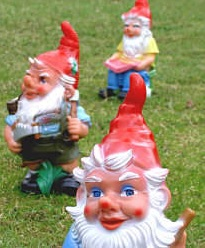
Typowe krasnale ogrodowe

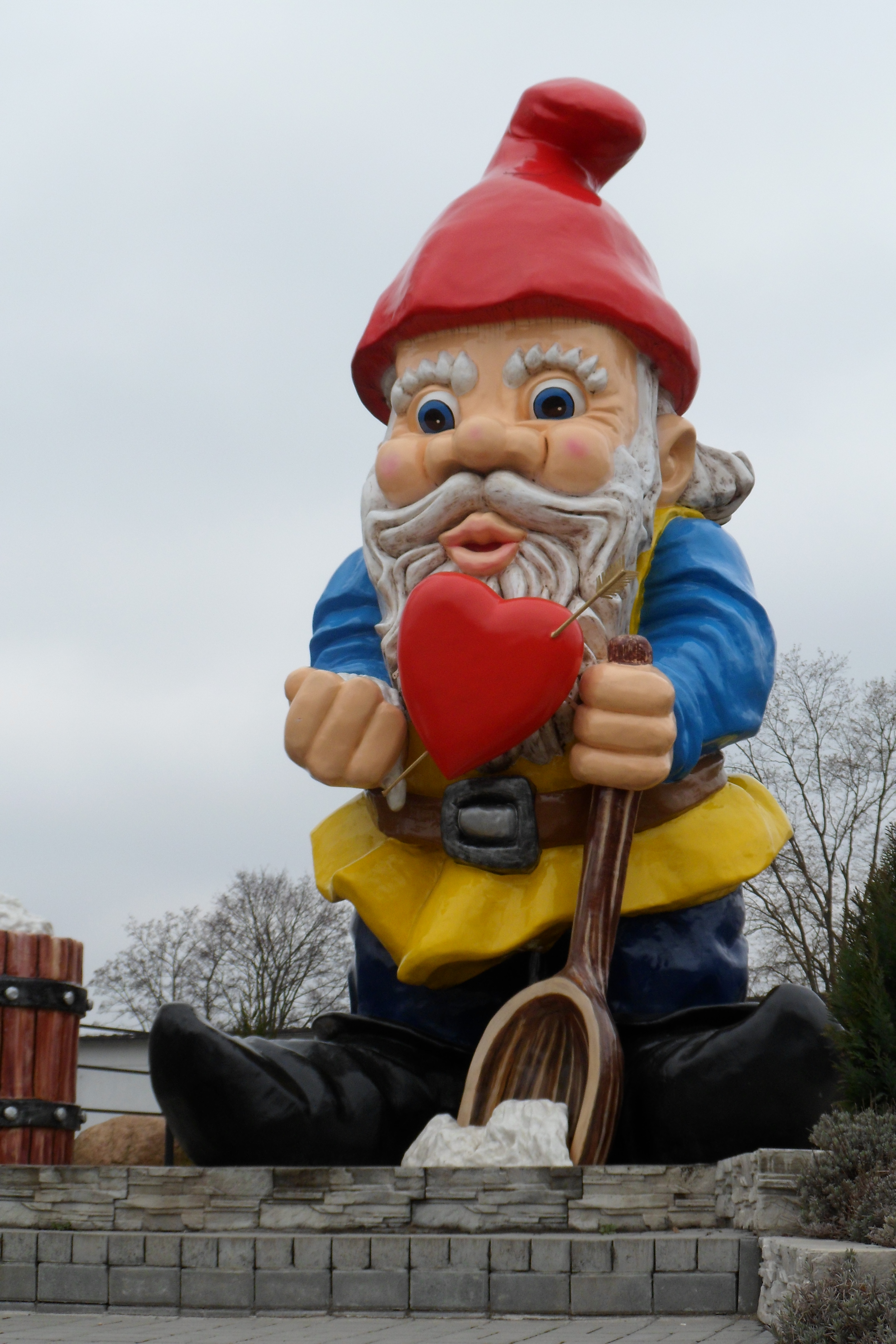
Soluś z Nowej Soli, największy krasnal ogrodowy na świecie

Krasnal ogrodowy (niem. Gartenzwerg) – figurka z ceramiki, gipsu lub tworzywa sztucznego, przedstawiająca krasnala, przeznaczona do dekoracji ogrodu przydomowego. Wzorem do postaci krasnala byli niemieccy górnicy z okresu średniowiecza. Według szacunkowych ocen w niemieckich ogrodach znajduje się około 25 milionów krasnali.
Największy krasnal ogrodowy na świecie – zdobywca rekordu Guinnessa w 2009 r., noszący imię Soluś, znajduje się w Parku Krasnala w Nowej Soli. Ma wysokość 5,41 m.

## Historia

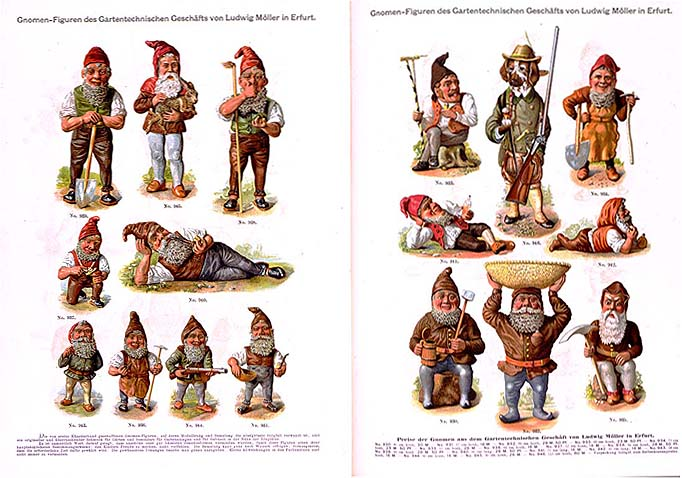
Krasnale z roku 1910

Pierwsze krasnale ogrodowe pojawiły się w ogrodach niemieckich rezydencji w XVIII wieku. Przedstawiały postacie brodatych górników w spiczastych kapturach i skórzanych fartuchach, trzymających narzędzia pracy: młoty, kilofy, łopaty.
Wiedeńska Manufaktura Cesarska w latach 1744–1750 wyprodukowała serie krasnali.
W latach siedemdziesiątych XIX wieku ruszyła masowa produkcja krasnali w Turyngii.
Rozpowszechniły się w XIX wieku w krajach niemieckojęzycznych i stały się nieodzownym elementem wyposażenia ogródka.
Stereotyp postaci krasnala zakorzenił się w kulturze popularnej, szczególnie dzięki bajce braci Grimm o Królewnie Śnieżce i siedmiu krasnoludkach. Towarzyszące królewnie krasnale w filmie Walta Disneya (1937) wzorowane są na krępych, niezgrabnych figurkach krasnali ogrodowych. Jednakże postacie krasnoludów, krasnali czy gnomów są prezentowane w malarstwie od setek lat. Ich dziwne postacie malowali np. Faustino Bocchi (1659–1742), Jacques Callot (1592–1635).

## Estetyka
Zdaniem krytyków sztuki, krasnale ogrodowe stały się symbolem złego smaku i niewybrednego humoru. W trosce o zbyt producenci krasnali zaczęli wymyślać pozbawione smaku odmiany, mające się podobać najbardziej niewyrobionym odbiorcom. Sztuka niemiecka drugiej połowy XIX wieku przeżywała okres zastoju, a właśnie z tego czasu pochodzą najbardziej rozpowszechnione wzory. Obecnie ostra konkurencja zmusza producentów do tworzenia odmian na granicy pornografii. Bywają też krasnale z twarzami znanych polityków. Zdarzają się przypadki naruszania praw autorskich.
Rosnąca popularność krasnali ogrodowych przyczyniła się do powstania we Francji żartobliwego Frontu Wyzwolenia Krasnali Ogrodowych.
W roku 1981 powstało w Bazylei Międzynarodowe Zrzeszenie dla Ochrony Krasnali Ogrodowych. Określiło ono, jak musi wyglądać krasnal: musi być płci męskiej, na głowie może mieć tylko spiczasty kaptur i koniecznie musi mieć brodę. Jego wzrost nie może przekraczać 69 cm.

## Krasnal polski

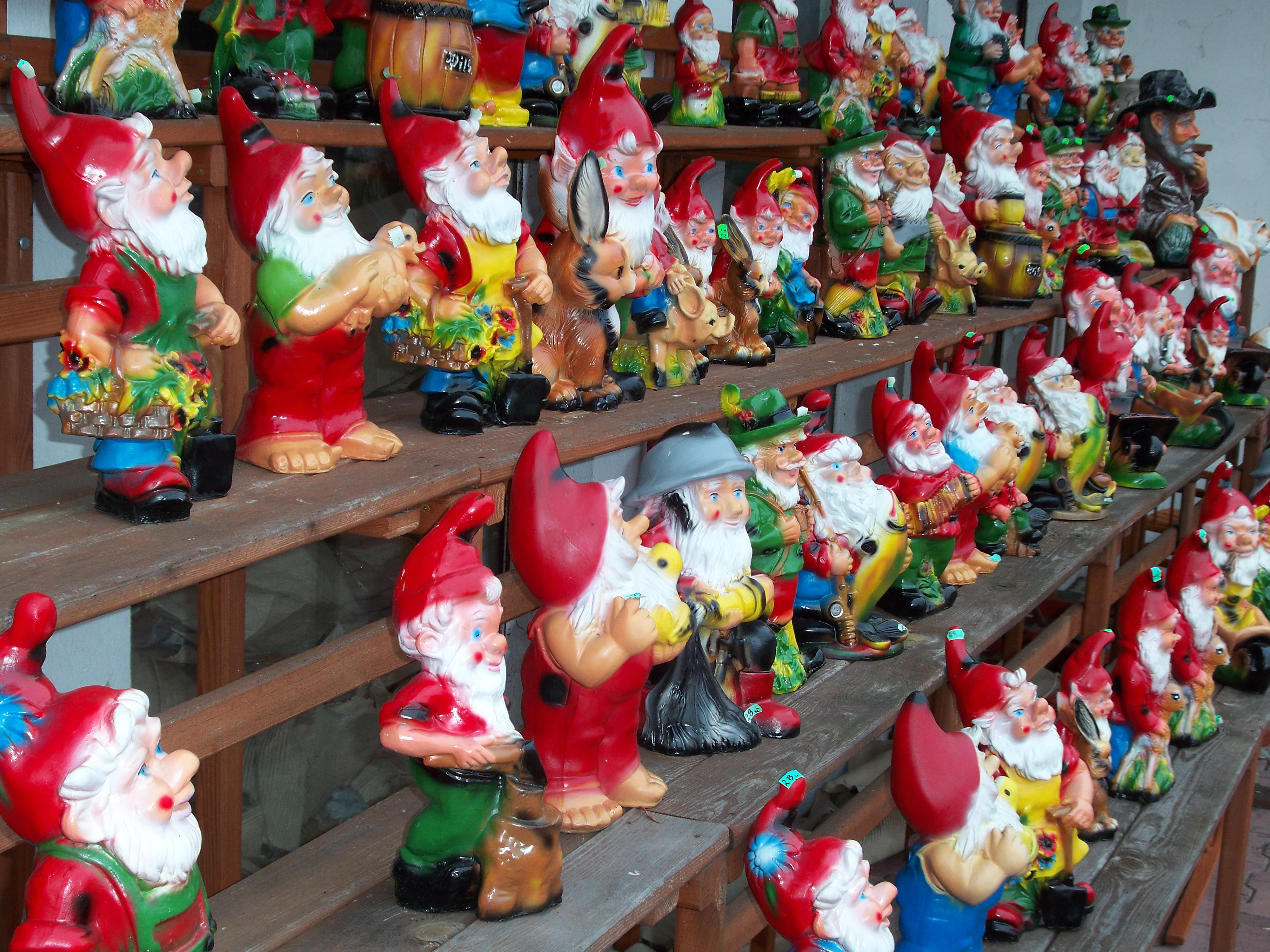
Polska produkcja krasnali na rynek niemiecki

Do niedawna nie było w Polsce zwyczaju zdobienia ogrodów figurkami krasnali. W latach dziewięćdziesiątych XX wieku Polska stała się głównym dostawcą tanich krasnali na rynek niemiecki. Do największych dostawców krasnali należała wówczas Nowa Sól, w której było ok. 400 producentów tej ozdoby. Część produkcji zostawała jednak w kraju, świadcząc o upodobaniach nabywców. Ostatnio z polskimi producentami zaczynają konkurować dostawcy z Dalekiego Wschodu.